# Dynama Mińsk (piłka nożna)
Futbolny Kłub Dynama Mińsk (biał. Футбольны клуб «Дынама» Мінск) – białoruski klub piłkarski z siedzibą w Mińsku, grający w ekstraklasie białoruskiej.

## Historia
Klub został założony w 1927. W 1954 został przekształcony w Spartak Mińsk. W 1960 klub przemianowano na Biełaruś Mińsk by w 1962 nadać mu obecną nazwę. W 2004 r. uczestniczył w rozgrywkach Pucharu Intertoto. Miński klub pomimo porażki 1–0 z Odrą Wodzisław Śląski w Wodzisławiu Śląskim, zwyciężył polską drużynę w Mińsku 2–0 i tym samym wyeliminował  Odry Wodzisław z dalszych rozgrywek.

### Nazwa
Chronologia nazw:
- 1927—1954: Dynama Mińsk («Дынама» Мінск)
- 1954—1959: Spartak Mińsk («Спартак» Мінск)
- 1960—1962: Biełaruś Mińsk («Беларусь» Мінск)
- 1962—...: Dynama Mińsk («Дынама» Мінск)

## Sukcesy

### Krajowe
| \| \| Zdobyte trofea w rozgrywkach Związku Radzieckiego (stan na: 1991 – rozpad ZSRR) \| |                                                                                 |      |                  |
| Rozgrywki                                                                                | Osiągnięcie                                                                     | Razy | Sezon(y)         |
| Mistrzostwo                                                                              | I miejsce                                                                       | 1    | 1982             |
| Mistrzostwo                                                                              | II miejsce                                                                      | –    |                  |
| Mistrzostwo                                                                              | III miejsce                                                                     | 3    | 1954, 1963, 1983 |
| Puchar                                                                                   | zdobywca                                                                        | –    |                  |
| Puchar                                                                                   | finalista                                                                       | 2    | 1965, 1987       |
|                                                                                          | Zdobyte trofea w rozgrywkach Związku Radzieckiego (stan na: 1991 – rozpad ZSRR) |      |                  |

| \| \| Zdobyte trofea w rozgrywkach Białorusi (stan na: listopad 2024) \| |                                                                 |      |                                                        |
| Rozgrywki                                                                | Osiągnięcie                                                     | Razy | Sezon(y)                                               |
| Mistrzostwo                                                              | I miejsce                                                       | 9    | 1992, 1993, 1994, 1995, 1995-j, 1997, 2004, 2023, 2024 |
| Mistrzostwo                                                              | II miejsce                                                      | 9    | 1996, 2001, 2005, 2006, 2008, 2009, 2014, 2015, 2017   |
| Mistrzostwo                                                              | III miejsce                                                     | 7    | 2000, 2003, 2012, 2013, 2016, 2018, 2021               |
| Puchar                                                                   | zdobywca                                                        | 3    | 1992, 1994, 2003                                       |
| Puchar                                                                   | finalista                                                       | 3    | 1996, 1998, 2013                                       |
| Superpuchar                                                              | zdobywca                                                        | 1    | 1994                                                   |
| Superpuchar                                                              | finalista                                                       | –    |                                                        |
| Białoruś                                                                 | Zdobyte trofea w rozgrywkach Białorusi (stan na: listopad 2024) |      |                                                        |

## Zawodnicy

### Aktualny skład
Dane na marca 2025
| Nr | Poz. | Piłkarz               |
| -- | ---- | --------------------- |
| 2  | OB   | Wadzim Pihas          |
| 3  | OB   | Ilja Kalaczow         |
| 4  | OB   | Alaksiej Hauryłowicz  |
| 5  | OB   | Paweł Apetenak        |
| 6  | PO   | Maksim Mjakisz        |
| 7  | NA   | Jauhienij Malaszewicz |
| 9  | NA   | Dušan Bakić           |
| 10 | NA   | Karen Wartanian       |
| 11 | PO   | Moustapha Djimet      |
| 13 | BR   | Iwan Szimakowicz      |
| 16 | PO   | Daniił Silinskij      |
| 17 | NA   | Iwan Bachar           |
| 18 | PO   | Dzjanis Hraczycha     |

| Nr | Poz. | Piłkarz              |
| -- | ---- | -------------------- |
| 21 | PO   | Jauhienij Szauczenka |
| 23 | PO   | Alaksiej Žeczko      |
| 24 | OB   | Alaksiej Wakułycz    |
| 25 | NA   | Pedro Igor           |
| 26 | OB   | Uładzisłau Kalinin   |
| 31 | BR   | Denis Szpakauskij    |
| 33 | OB   | Fard Abraham         |
| 49 | BR   | Arciom Karataj       |
| 67 | PO   | Roman Behunau        |
| 88 | PO   | Mikita Demczenka     |
| 90 | OB   | Mihajł Aleksandrau   |
| 99 | PO   | Kiriłł Capjznkau     |
| –  | OB   | Zahar Cholidau       |

## Dynama Mińsk II
Dane na 12 października 2020
| Nr | Poz. | Piłkarz               |
| -- | ---- | --------------------- |
| 1  | BR   | Dzianis Szpakouski    |
|    | BR   | Timofei Yurasow       |
|    | BR   | Fiodar Lapavukhau     |
|    | BR   | Kanstantsin Rudzеnok  |
|    | OB   | Aliaksandr Michalenka |
|    | OB   | Uladzislau Kalinin    |
|    | OB   | Yauheni Semianchuk    |
|    | OB   | Aliaksei Firsau       |
|    | OB   | Mikita Żuk            |
|    | PO   | Aliaksandr Luzan      |
|    | PO   | Masrur Qiemidinov     |
|    | PO   | Maksim Samatoi        |

| Nr | Poz. | Piłkarz               |
| -- | ---- | --------------------- |
|    | PO   | Aliaksandr Bakinоuski |
|    | PO   | Maksim Shauchenka     |
|    | PO   | Ivan Tikhonow         |
|    | PO   | Dmitry Niżnik         |
|    | PO   | Egor Cress            |
|    | PO   | Ivan Chawałko         |
|    | PO   | Egor Lapun            |
|    | NA   | Dmitry Latykhоu       |
|    | NA   | Fiodar Lebedzeu       |
|    | NA   | Matsvei Ermakowicz    |
|    | NA   | Kirill Zabelin        |
|    | NA   | Egor Szedko           |

## Sankcje UE
23 marca 2012 Juryj Czyż wraz ze swoimi firmami łącznie z „Dynama Mińsk” został wpisany na «Czarną listę» UE. 6 listopada 2015 roku sankcje wobec Czyża i jego aktywa zostały zniesione.